# Коротаев, Евгений Станиславович
Евге́ний Станисла́вович Корота́ев (9 января 1989, Ижевск, СССР) — российский футболист, нападающий. Мастер спорта с 2006 года. Брат Александра Коротаева.

## Биография
Дебютировал в Втором дивизионе в 2006 году в составе команды «Крылья Советов-СОК» Димитровград. Сезон 2012/13 начал в команде второго дивизиона «Днепр» (Смоленск).
В составе юношеской сборной России стал чемпионом Европы 2006 года. В финале против Чехии забил решающий пенальти.
В 2011 году окончил Институт физической культуры и спорта ТГУ. С 2016 года работает тренером детских футбольных команд, тренирует московские команды «Москворечье» и «Красногвардеец».